# أندري نونيز دوس سانتوس
أندري نونيز دوس سانتوس (26 يونيو 2000 في البرازيل - ) هو لاعب كرة قدم برازيلي في مركز الهجوم يلعب حالياً مع نادي سامبايو كوريا.

## مسيرة اللاعب
لعب في نادي بارانا ونادي خورفكان ونادي سامبايو كوريا.

## روابط خارجية
- أندري نونيز دوس سانتوس على موقع قاعدة بيانات كرة القدم.إي يو (الإنجليزية)
- أندري نونيز دوس سانتوس على موقع Soccerway.com (الإنجليزية)